# قائمة حلقات حريم السلطان
حريم السلطان هو مسلسل تلفزيوني تاريخي تركي من تأليف ميرال اوكاي . المسلسل مبني على حياة سليمان القانوني (أقوي سلاطين الإمبراطورية العثمانية ) وزوجته، خرم سلطان ، العبد السابق الذي أصبح سلطانًا . ويؤرخ الصراع على السلطة بين أعضاء البيت الإمبراطوري.
هذه قائمة حلقات مسلسل التركي حريم السلطان، تم عرض المسلسل لأول مرة في 5 يناير 2011 على قناة شو تي في . تم عرض موسمه الأول و16 حلقة من الموسم الثاني على القناة، كما تم بث باقي المسلسل على قناة شو تي في . مدة كل حلقة من 90 إلى 150 دقيقة. قال المنتج تيمور سافجي في يوليو 2013 أن المسلسل سينتهي في مارس 2014،  لكنه انتهى بـ 139 حلقة في 11 يونيو 2014.

## ملخص
| موسم | موسم | الحلقات | تم بثه في الأصل | تم بثه في الأصل |
| موسم | موسم | الحلقات | افتتاح الموسم   | نهاية الموسم    |
| ---- | ---- | ------- | --------------- | --------------- |
|      | 1    | 24      | 5 يناير 2011    | 22 يونيو 2011   |
|      | 2    | 39      | 14 سبتمبر 2011  | 6 يونيو 2012    |
|      | 3    | 40      | 12 سبتمبر 2012  | 19 يونيو 2013   |
|      | 4    | 36      | 18 سبتمبر 2013  | 11 يونيو 2014   |

## التقييمات
| موسم | قناة                 | فسحة زمنية     | افتتاح الموسم  | الموسم التلفزيوني | رتبة | تقييم |
| ---- | -------------------- | -------------- | -------------- | ----------------- | ---- | ----- |
| 1    | شو تي في             | الأربعاء 20.00 | 5 يناير 2011   | 2011              | 1    | 15.76 |
| 2    | شو تي في/ ستار تي في | الأربعاء 20.00 | 14 سبتمبر 2011 | 2011-2012         | 1    | 14.20 |
| 3    | شو تي في             | الأربعاء 20.00 | 12 سبتمبر 2012 | 2012-2013         | 1    | 13.70 |
| 4    | شو تي في             | الأربعاء 20.00 | 18 سبتمبر 2013 | 2013-2014         | 1    | 12.06 |

## الحلقات

### الموسم 1 (2011)
يُعلم سليمان أثناء الصيد بوفاة والده السلطان سليم . غادر إلى القسطنطينية مع صديقه المقرب بارجالي إبراهيم لتولي العرش. ألكسندرا، فتاة روثينية ، تم بيعها إلى قصر طوب قابي في إسطنبول ، وتم قبولها في حريم السلطان. نيجار كالفا، زعيم الحريم، يخبر ألكسندرا بفوائد كونها المفضلة لدى السلطان وإنجاب ولد إذا اتبعت القواعد. تجذب ألكسندرا انتباه السلطان وتقضي معه ليلة وتقع في حبه في النهاية. بعد اعتناق الإسلام ، غيرت سليمان اسمها إلى حريم . أنجبت ابنها الأول محمد وتقلدت منصب رئيس المحكمة. ماهيدفران ، والدة مصطفى الابن الأكبر لسليمان، تشعر بالقلق عندما تلاحظ أن سليمان لم يعد يقضي الوقت معها بعد الآن. وبعد مرور عام، أنجبت هيرام ابنتها مهريما . يغادر سليمان في حملة إلى بلغراد ويقتل زوج فيكتوريا، الذي يدخل فيما بعد إلى الحريم لقتل السلطان. يرتب سليمان زواج أخته خديجة سلطان من ابن وزير، دون أن يدرك أن خديجة وإبراهيم واقعان في الحب. يستقيل إبراهيم من منصب الصدر الأعظم حتى لا يسبب أي ألم لـ خديجة، لكن سليمان يأمره بالعودة ويوافق على زواجه من خديجة. يصل ليو، خطيب هيريم قبل وصولها إلى إسطنبول، في محاولة للعثور عليها. تعرف "هريم" بوجوده بعد ولادة طفلها الثالث "سليم الثاني" . تحاول إخفاء الحقيقة، لكن إبراهيم يستخدمها ضدها. أصبحت فيكتوريا، التي أعيدت تسميتها الآن صديقة، خادمة موثوقة وحاولت في النهاية اغتيال سليمان أثناء زيارته لإبراهيم وخديجة. بسبب التنافس والعداء المتزايد بين إبراهيم وهريم، يحاول ابتزازها وتسميمها. ينقذها ليو بتناول البهجة التركية المسمومة ويموت.

### الموسم 2 (2011-2012)
أحبط سليمان صادقة وقتلها لاحقًا على يد نصوح السلاحي الذي أصبح مغرمًا بها. هرم أنجبت طفلها الرابع وابنها الثالث بايزيد . يتم اختطاف الأميرة الإسبانية إيزابيلا فورتونا من قبل قراصنة أتراك وبيعها لسليمان، الذي يقرر استخدامها كورقة مساومة. تحاول إيزابيلا الهروب عدة مرات دون جدوى. تشعر هيريم بالغيرة، وتحصل على المساعدة لإرسال إيزابيلا إلى فيينا ، حيث تعود إلى ديرها. أنجبتها خديجة والطفل الأول لإبراهيم، وهو صبي اسمه محمد، لكنها خنقته بالخطأ أثناء الرضاعة ليلاً؛ حملت فيما بعد بتوأم. يسمح سليمان لهريم بالمشاركة في الأعمال الخيرية وفقًا لأركان الإسلام الخمسة . وعندما يذهب إلى غرفتها ليلاً تخبره أنها لا تستطيع النوم معه لأنها امرأة حرة وأنهما غير متزوجين. وكسرًا للتقاليد العثمانية، قرر سليمان الزواج منها. والدة سليمان وآخرون يعتبرون الزواج غير مقبول. غاضبة، تطلب ماهيديفران أيضًا أن تقضي حياتها كامرأة حرة؛ سليمان يرفض. "هريم"، التي أرسلت قاتلًا لقتل "إبراهيم"، غيرت رأيها وألغت الهجوم بعد أن رأت حزن "هاتيس". لكن إبراهيم أصيب بسهم مسموم أثناء حفل الزفاف على يد رامي السهام الذي أرسله بهرام باشا. يصاب إبراهيم بمرض خطير، ويحضره نيجار ومتراكجي وسمبول إلى ينبوع ساخن لشفاءه. أمرت نيجار بالزواج من ماتراكجي نصوح، وهي غير سعيدة لأنها تحب إبراهيم. في ليلتها الأولى في منزلها الجديد، يصل إبراهيم بشكل غير متوقع بعد أن توصل هو ومتراكجي إلى اتفاق. طلقها مطرجي وأصبحت عاشقة لإبراهيم. بينما كان السلطان في حالة حرب، تتآمر والدة سليمان وماهيدفران ضد هيريم. يزرعون جاسوسًا ويتظاهرون بالسماح لهريم بقيادة الحريم لفترة من الوقت. حيرام تلد طفلها الخامس، جيهانجير . أثناء التمرد الذي حرض عليه الجاسوس، اتُهم أحد العبيد بسرقة الذهب؛ الفتاة البريئة تضحي بنفسها. يأخذ العبيد المشاعل ويسيرون نحو غرف هيريم لحرقها، لكن داي والأوصياء ينقذونها. وبعد عودته يخبر سليمان والدته بأنها غير قادرة على قيادة الحريم. والدته التي اكتشفت حقيقة إبراهيم ونيجار أصيبت بسكتة دماغية وتوفيت فيما بعد. بعد وفاتها، أصبحت هيريم وماهيدفران متنافستين على قيادة الحريم. تحاول نيجار (الحامل من إبراهيم) مغادرة القصر، لكن هريم تختطفها وتخفيها. أدركت "هاتيس" أخيرًا أن زوجها كان غير مخلص؛ تجلس معه، وتجلب نيجار، ويعترف بكل شيء عن علاقتهما. تتآمر حيرام ضد ماهيديفران، مما يجعلها تبدو وكأنها الشخص الذي أمر خادمًا بخنق كلفم خاتون . نجحت هذه المرة، وعيّن سليمان هرم سلطان زعيمة للحريم.

### الموسم 3 (2012-2013)
أصبح أمر إبراهيم معروفًا للجميع. خديجة التي أرادت طلاقه تحاول إنقاذ زواجهما. نيجار تلد طفلاً، ويقال لها إن طفلها ولد ميتًا؛ في الواقع أرسلت خديجة الطفل بعيدًا وأخفت الحقيقة عن إبراهيم ونيجار. تشك "سليمان" في "إبراهيم" بعد علمه بجوعه إلى السلطة. يعدم إبراهيم ويرسل جثته إلى قصر إبراهيم. خديجة المذهولة من وفاة حبيبها تتبرأ من سليمان. تخطط "هاتيس" و"ماهيدفران" لقتل "هريم" عن طريق إرسال "ديانا"، خادمة "ماهيدفران"، لقتلها انتقامًا لها؛ ومع ذلك، بدأت في خدمة حيرام. شاه سلطان ، أخت سليمان، تبدأ بالتآمر ضد هرم. تقنع هيريم مهريما بالزواج من رستم لتشكيل تحالف ضد شاه وخديجة. محرمة أنجبت ابنة اسمها عائشة هوماشاه سلطان . يعود نيجار إلى إسطنبول وينضم إلى شاه وخديجة للانتقام من رستم. لقد ساعدوا نيجار على دخول قصر رستم ومحرمة وطلبوا منها قتل رستم وهريم في الليل؛ لكن عندما ترى ابنة مهريمة تتذكر ابنتها وتأخذ الطفلة بعيدًا. عندما يجدها رستم، يعيد نيجار الطفل وينتحر. يلتقي مصطفى بالسفير النمساوي، مما يؤدي إلى خلاف مع سليمان. بعد انتهاء الحرب، يتم إرسال مصطفى ليحكم أماسيا . تتلقى هيريم رسالة مزيفة تخبرها أن سليم مريض بشدة. قررت الذهاب إلى قونية لرؤية ابنها، وتم القبض عليها وسجنها. تم الكشف عن أن خديجة هي المسؤولة، وانتحرت قبل أن يتمكن سليمان من معرفة مكان هيريم. تموت معتقدة أنها انتقمت لموت إبراهيم بأخذ حريم من سليمان. يجد مالقوج أوغلي بالي بك دليلًا ويتبعه للعثور على حيرام. تعلم مهريمة أن شاه أرسل جاسوسًا إلى قصرها. تواجهها وتهددها بإخبار والدها ما لم تغادر المدينة وتتبرع بثروتها لجمعية حيرام الخيرية. قُتل محمد على يد إلياس، أقرب الإنكشاري لديه وخادم ماهيديفران، الذي ينقل مرضًا قاتلًا إلى الأمير بعد إصابته عمدًا أثناء ممارسة السيف. يصل الخبر إلى سليمان الذي يقع في اكتئاب عميق. يجد بالي باي هوريم وينقذها ويعيدها إلى القصر.

### الموسم 4 (2013-2014)
تعود "حيرام" وتخطط لضمان صعود أحد أبنائها إلى العرش. تم اختيار رستم ليكون الصدر الأعظم الجديد للدولة العثمانية. عندما يموت محمد، يتم استدعاء الأمراء من مقاطعاتهم إلى العاصمة حتى يتمكن سليمان من اختيار حاكم مانيسا التالي، واختيار سليم. يتم إحضار مجموعة جديدة من العبيد إلى القصر، بما في ذلك سيسيليا بافو، ابنة أحد النبلاء في البندقية. تم اختيارها من قبل حيرام، التي جعلتها تتعهد بالولاء لها قبل إرسالها إلى حريم سليم، وغيرت اسمها إلى نوربانو . يقرر سليمان أن يرسل لمصطفى قفطانًا احترامًا لابنه، لكن حيرام تأمر خدمها بتسميمه سرًا. بعد حصوله على الهدية، يقوم مصطفى (الذي يعتقد أن والده يريد قتله) بإعداد حملة ويسير نحو العاصمة. الإنكشارية تمنع جيش مصطفى من دخول العاصمة؛ يلتقي هو ووالده في المحكمة ويخبر سليمان بما حدث. سليمان، الذي يتصالح الآن مع ابنه، يصاب بمرض خطير. يلتقي مصطفى ببايزيد وجيهانجير، ويعدهما بأنه لن يقتلهما أبدًا بعد توليه العرش؛ إنهم يدعمون مصطفى وريثًا للعرش. تعلم "حيرام" بنوايا ولديها الأصغر سنًا، وتدعم "سليم"؛ رستم ومحرمة يدعمان بايزيد. ترسل هرم، بمساعدة رستم ومحرمة، رسالة مزورة من مصطفى إلى الشاه الفارسي طهماسب الأول للتآمر ضد سليمان. معتقدًا أن مصطفى قد خانه عندما رأى ختمه على الرسالة، قام سليمان بإعدام مصطفى. يموت جيهانجير، الذي أحب أخاه الأكبر بشدة، حزنًا. مع مقتل ثلاثة من أبنائه، تبدأ الحرب على العرش بين ابني سليمان المتبقيين؛ سليم يدعمه نوربانو وزوجته وأم ابنه مراد ، بينما يدعم بايزيد هرم. سليمان يفضل ابنهما الأكبر سليم. تصاب هيريم بمرض عضال وتموت بعد فترة وجيزة. بعد حوالي عام من وفاة والدتهم، يجمع بايزيد جيشًا كبيرًا ويخوض حربًا ضد سليم. سليمان الغاضب من تصرفات بايزيد يوافق على وفاته. هذا يثير حنق مهريما. يهرب بايزيد وأبناؤه إلى بلاد فارس، لكن رستم خانهم وأعدمهم سليم. قبل وفاتهم، تنتقم مهريمة لموت شقيقها بإعدام رستم. بقي سليم وليا للعهد والوريث الوحيد للعرش. غاضبة، تغادر مهريمة القصر لكنها تظل واحدة من أقوى النساء في الإمبراطورية العثمانية. ترسل محرمة صفية خاتون إلى حريم مراد، وسرعان ما أصبحت المفضلة لديه وأم لطفله، مما يثير استياء نوربانو. تتدهور صحة سليمان تدريجيًا، لكنه يقرر خوض الحرب للمرة الأخيرة لإلهام جنوده. مات في حصار سيكتوار حيث انتصر العثمانيون.